# 関根太郎
関根 太郎（せきね たろう、1925年1月22日 - 2013年3月23日）は、日本の化学工学者。東京工業大学名誉教授。元木更津工業高等専門学校校長。

## 人物・経歴
1944年東京工業大学電気化学科入学。1960年東京工業大学工学博士。東京工業大学大学院総合理工学研究科教授を経て、1985年退官、東京工業大学名誉教授。同年から1988年まで木更津工業高等専門学校校長を務めた。電気化学を専攻し、指導学生には谷口功元熊本大学学長、藤田玲子元日本原子力学会会長などがいる。
2004年4月瑞宝中綬章受章。
2013年3月23日、急性左心不全のため死去。

## 著作
- 関根太郎・野中勉『金属黒陰極と金属黒触媒による水添反応の比較研究』東京工業大学 1980年